# Xenaleyrodes irianicus
Xenaleyrodes irianicus là một loài côn trùng cánh nửa trong họ Aleyrodidae, phân họ Aleyrodinae.
Xenaleyrodes irianicus được Martin miêu tả khoa học đầu tiên năm 1985.